# Harras-Werke
Die unter dem Kurznamen Harras-Werke bekannte Harras-Werke W. Abel & Co. GmbH war ein im Jahr 1912 gegründetes deutsches Unternehmen, das in der Zeit seiner Gründung eine der ersten Haushaltsgerätefabriken in Deutschland war.

## Geschichte
Willy Abel gründete das Unternehmen 1912 an der Rittergutstraße in Lichtenberg bei Berlin mit dem Verkaufserlös eines eigens entwickelten Briefmarkenautomaten für die Deutsche Reichspost. Bekannt wurden die Harras-Werke durch den Verkauf der von Abel entwickelten Brotschneidemaschine, des Eierschneiders und weiterer Küchenhelfer, die beworben wurden mit dem Slogan „Harras auf der Hand – jedermann bekannt“. Das Werk exportierte seine Produkte in zahlreiche Länder. Niederlassungen entstanden in New York und London. Wegen der zunehmenden Nachfrage wurde das Werk erweitert. 1918 entstand in Ferdinandshof in Vorpommern als Werk II eine Eisengießerei und Maschinenfabrik zur Produktion von Rohgussteilen unter der Firma Harras-Werke W. Abel & Co. Eisengießerei GmbH und 1920 ebenfalls in Ferdinandshof das Werk III zur Fertigung von Holzteilen für die Haushaltsgeräte unter der Firma Harras-Werke W. Abel & Co. Holzbearbeitung GmbH. Beide wurden während der Weltwirtschaftskrise Anfang der 1930er Jahre geschlossen.

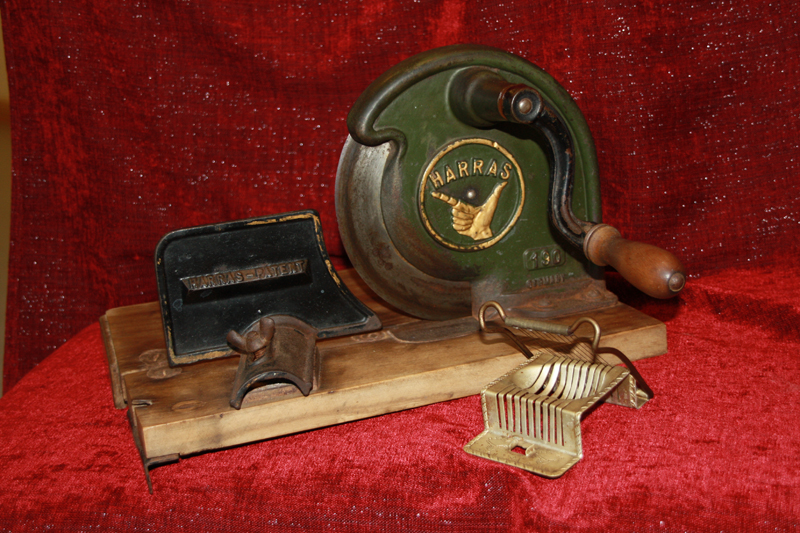
Brotschneidemaschine und Eierschneider

Während des Zweiten Weltkriegs blieben die Harras-Werke weitgehend von Bombenschäden verschont, und bereits kurz nach Kriegsende konnten wieder Brotschneidemaschinen, Reibeisen und Gardinenbleche als erste Produkte hergestellt werden. Nach 1945 waren die Harras-Werke einer der wenigen Ost-Berliner Betriebe, die nicht zwangsenteignet wurden. Nach Willy Abels Tod im Jahr 1951 übte der Ost-Berliner Magistrat die Betriebsaufsicht aus und setzte Pächter ein. 1960 übernahm der VEB Transformatorenwerk Oberspree „Karl Liebknecht“ das Werk und dessen Fertigungsprogramm, der Schutz des Warenzeichens Harras erlosch. Der Betrieb produzierte nun Rasenmäher.
Im Jahr 1990 erhielten Willy Abels Erben das Werksgrundstück im Berliner Ortsteil Lichtenberg zurück. Sie sanierten die Gebäude und entwickelten das Areal zu einem Bürostandort und Gewerbehof.